# Félix Roquefort
Pour les articles homonymes, voir Roquefort.
Félix Roquefort, né le 12 décembre 1913 à Lastours (Aude) et mort le 24 novembre 1982 à Conques-sur-Orbiel (Aude), est un homme politique français.

## Détail des fonctions et des mandats
- Maire de Conques-sur-Orbiel (1944-1982)
- Conseiller général du canton de Conques-sur-Orbiel (1945-1982)

Mandat parlementaire
- 2 janvier 1956 - 8 décembre 1958 : Député de l'Aude